# Louns
Louns (eller Lovns) er en landsby på Lounshalvøen.
Landsbyen ligger på sydøstsiden af halvøen ud til Louns Breding og sydøst for den genskabte Lovns Sø.
Louns er centreret om krydset for Lounsvej og Torpvej.
Mod vest går Lounsvej mod Hvalpsund og mod nordøst går vejen mod Tingvej og Alstrup, mens Torpvej går mod syd til et sommerhusområde.
I det nordøstlige går en vej mod stranden til Kragøre Huse.
Louns hører til Louns Sogn, Vesthimmerlands Kommune og Region Nordjylland.
Louns Kirke med kirkegård ligger på en bakke ved landsbyens kryds.
Der har været præstegård i byen.
Rødmurede bygninger blev opført i 1898 med en tilbygning der kom til noget senere.
I 2009—2010 blev taget udskiftet.
Der har været forpagtebolig og konfirmandstue som blev nedrevet omkring 2010.
I 2016 fandt Teknologisk Institut et kraftigt angreb af skimmelsvamp, så menighedsrådet besluttede at de to resterende bygninger skulle nedrives.
I november 2019 var der rejsegilde for en ny bygning.